# Mihajlo Viktorovics Rjasko
Mihajlo Viktorovics Rjasko (ukránul: Михайло Вікторович Ряшко; Munkács, 1996. november 5. –) ukrán labdarúgó, hátvéd, jelenleg a Kecskeméti TE játékosa.

## Pályafutása

### Klubcsapatokban
Az ukrán Premier League-ben 2015. július 19-én mutatkozott be a 2015–16-os bajnokság első fordulójában. A Dnyipro elleni hazai meccsen a 78. percben lépett pályára. 2016. július 2-án a Mariupol-2 játékosa lett.
2017-től 2019-ig a Kisvárda FC csapatához került, ahol 31 meccsen lépett pályára, 3 gólt szerzett, és segítette a csapatot az NB I-be jutásban.
2020-tól 2021-ig a Dorog játékosaként 38 bajnoki mérkőzésen szerepelt, egy gólt szerzett.
2021és 2023 között Kecskeméten folytatta a pályafutását, ahol a másodosztályban 29, az élvonalban 19 mérkőzésen kapott lehetőséget.

## Sikerei, díjai
Kisvárda
- NB II ezüstérmes: 2017–18

 Kecskeméti TE
- NB II ezüstérmes: 2021–22
- NB I ezüstérmes: 2022–23[2]

 Nyíregyháza Spartacus
- NB II aranyérmes: 2023–24